# Toto Tour
Toto Tour è il primo tour dell'omonima band intrapreso per promuovere l'album di debutto Toto. Esso toccò soltanto vari Stati americani, si svolse inizialmente alle Hawaii e, in seguito, negli Stati vicini divenendo un successo che registrò sempre ottimo seguito. La scaletta del tour non era molto lunga, oltre ai brani del primo album ne furono aggiunti alcuni scartati da esso, tali brani furono Tale of a Man, Hey Little Girl e Guitar Star Shuffle (quest'ultima fu eseguita raramente durante il tour). Dei tre brani solo Tale of a Man è stata pubblicata su disco (Toto XX del 1998), il brano era eseguito durante questo tour nella sua versione intera (tranne in uno show a San Francisco dove venne eseguito senza il solo e senza l'outro),  nel tour successivo, l'Hydra World Tour venne invece eseguito in una versione ridotta (senza cioè l'outro del brano). Nel tour venne inoltre eseguita come ultima canzone All Us Boys dall'album Hydra. Fra le note da segnalare nel tour l'apertura dei concerti di Peter Frampton nelle date 14 gennaio e 15 gennaio, il concerto con Bob Dubak il 31 marzo e due esibizioni al Memorial Coliseum di Los Angeles il 7 aprile e l'8 aprile insieme a Van Halen, Aerosmith, REO Speedwagon, Cheap Trick e Mother's Finest. L'esibizione del 2 febbraio all'Agora Ballroom fu ripresa e pubblicata in DVD. La locandina del live della band dell'8 febbraio al Whisky a Go Go fu pubblicata inoltre come una delle immagini presenti nel libretto dell'album Toto XX.

## Classica scaletta
1. Child's Anthem
2. Girl Goodbye
3. Manuela Run
4. Tale Of A Man
5. Georgy Porgy
6. Rockmaker
7. Hey Little Girl
8. Hold the Line
9. I'll Supply the Love
10. All Us Boys

## Brani eseguiti di rado
1. Guitar Star Shuffle

## Date
- 3 gennaio - Kanua'i Resort Hotel - Kapaa - Hawaii
- 4 gennaio - Kanua'i Resort Hotel - Kapaa - Hawaii
- 5 gennaio - Kanua'i Resort Hotel - Kapaa - Hawaii
- 6 gennaio - Kanua'i Resort Hotel - Kapaa - Hawaii
- 7 gennaio - Kanua'i Resort Hotel - Kapaa - Hawaii
- 8 gennaio - Kanua'i Resort Hotel - Kapaa - Hawaii
- 9 gennaio - Kanua'i Resort Hotel - Kapaa - Hawaii
- 10 gennaio - Kanua'i Resort Hotel - Kapaa - Hawaii
- 11 gennaio - Kanua'i Resort Hotel - Kapaa - Hawaii
- 12 gennaio - Kanua'i Resort Hotel - Kapaa - Hawaii
- 14 gennaio - Blaisdell Arena - Honolulu - Hawaii
- 15 gennaio - Blaisdell Arena - Honolulu - Hawaii
- 19 gennaio - Coliseum - Jacksonville - Florida
- 30 gennaio - Louisville Gardens - Louisville - Kentucky
- 2 febbraio - Agora Ballroom - Cleveland - Ohio
- 8 febbraio - Whisky a Go Go - Los Angeles - California
- 9 febbraio - Roxy Theatre - Los Angeles - California
- 14 febbraio - Checkerdome - Saint Louis - Missouri
- 29 marzo - Music Hall - Saint Louis - Missouri
- 31 marzo - Armadillo WHQ - Austin - Texas
- 7 aprile - Los Angeles Memorial Coliseum - Los Angeles - California
- 8 aprile - Los Angeles Memorial Coliseum - Los Angeles - California

## Formazione
- Bobby Kimball - Voce
- Steve Lukather - Chitarra e Voce
- Tom Kelly - Chitarra e Voce
- David Paich - Piano e Voce
- Steve Porcaro - Tastiere
- David Hungate - Basso
- Lenny Castro - Percussioni
- Jeff Porcaro - Batteria